# Georges de Grandmaison
Pour les articles homonymes, voir Millin de Grandmaison, Millin et Grandmaison.
Le baron Georges Charles Alfred Marie Millin de Grandmaison, appelé Georges de Grandmaison, est un homme politique français, né le 14 mai 1865 à Paris 8e où il est décédé le 3 décembre 1943. Il fut député de Maine-et-Loire pendant près de 40 ans de 1893 à 1933 puis sénateur de ce département de 1933 à 1940.  

## Biographie
Petit-fils, par sa mère, du maréchal Lobau, aide de camp de Napoléon Ier, il commence une courte carrière militaire avant de se tourner vers la politique. 
Maire de Montreuil-Bellay en Maine-et-Loire en 1892, il devient conseiller général de ce département en 1895. Élu député de Maine-Loire en 1893, il est le benjamin de la Chambre. Il est réélu dix fois, avant de se faire élire sénateur de Maine-et-Loire en 1933. Il reste en poste jusqu'en juillet 1940, où il vote les pleins pouvoirs au maréchal Pétain.
Son fils, Robert Millin de Grandmaison (1896-1982) le remplace comme député en 1933.

## Sources
- « Georges de Grandmaison », dans le Dictionnaire des parlementaires français (1889-1940), sous la direction de Jean Jolly, PUF, 1960 [détail de l’édition]